# Onychoteuthis bergii
Onychoteuthis bergii is een inktvissensoort uit de familie van de Onychoteuthidae. De wetenschappelijke naam van de soort is voor het eerst geldig gepubliceerd in 1818 door Lichtenstein.